# Scalaire (poisson)
Pterophyllum scalare
Pour les articles homonymes, voir Scalaire.
 (février 2009).
Si vous disposez d'ouvrages ou d'articles de référence ou si vous connaissez des sites web de qualité traitant du thème abordé ici, merci de compléter l'article en donnant les références utiles à sa vérifiabilité et en les liant à la section « Notes et références ».
Espèce
Le Scalaire (Pterophyllum scalare) est une espèce de poissons d'eau douce de la famille des Cichlidés. L'espèce est originaire des régions humides d'Amérique du Sud. C'est l'espèce la plus commune du genre Pterophyllum en aquariophilie mais il existe d'autres espèces comme le Pterophyllum altum et le Pterophyllum leopoldi. Cela s'explique notamment par sa capacité d'adaptation, sa longévité (10 ans en moyenne) et la facilité de sa reproduction. Il est surtout apprécié pour sa forme élégante et la multitude de coloris disponibles.

## Taxonomie
Pterophyllum scalare était initialement nommé  Zeus scalaris en 1823, puis plusieurs noms différents, comme Platax scalaris, Plataxoides dumerilii, Pterophillum eimekei, Pterophyllum dumerilii et Pterophyllum eimekei.

## Description de l'espèce
Il existe plus d'une centaine de variétés de scalaires, due notamment à des sélections volontaires dans les élevages asiatiques. Les scalaires ont un corps comprimé latéralement, avec des grandes nageoires dorsales et ventrales se terminant en filament, qui donnent au poisson une forme générale en delta. Au total le corps est plus haut que long. À l'âge de deux ans l'animal mesure 18 à 20 cm de haut pour 12 à 15 cm de long. Les nageoires pelviennes sont atrophiées formant de longs filaments. Les spécimens sauvages sont argentés avec des rayures noires. Les spécimens d'élevage sont argentés zébrés de noir, marbrés de noir, dégradés ou albinos et peuvent avoir du bleu sur les nageoires ventrales et dorsales. Le scalaire est capable de changer temporairement de couleur en fonction de son humeur ou du stress, par exemple un scalaire argenté rayé de noir peut devenir totalement argenté en quelques secondes en effaçant ses rayures noires.

## Dimorphisme
Il est impossible de le repérer chez les jeunes. Les mâles et les femelles ont une forme identique. En période de frai l'organe sexuel est visible et permet alors de les différencier. L'organe du mâle est pointu et dirigé vers l'avant, tandis que l'organe de la femelle est arrondi et dirigé vers l'arrière.
Une méthode a été proposée par M.Garnaud de l'Institut Océanographique de Monaco: chez le mâle, la ligne abdominale est presque droite tandis que chez la femelle, elle est convexe et brisée par une cassure à la naissance de la nageoire anale. Ce dimorphisme n'est généralement pas assez accentué pour établir le sexe. Il en est de même pour la théorie voulant que le mâle présente un gibbosité frontale. Cette méthode ne permet pas de déterminer le sexe de manière fiable, certaines femelles pouvant présenter cette caractéristique.

## Répartition géographique
Les scalaires sont originaires d'Amérique du Sud. Ils vivent dans le bassin central de l'Amazone et ses affluents, au Brésil, en Guyane, dans l'Orenoque en Colombie, au Venezuela et au Pérou. En particulier les rivières Ucayali, Solimões du bassin de l'Amazone, ainsi que les cours d'eau de l'Amapa, au Brésil, le fleuve Oyapock en Guyane française et au Brésil, et enfin le fleuve Essequibo en Guyana.

## Habitat et écologie
Le scalaire vit dans les marais ou les terres inondés où la végétation est dense et l'eau claire ou vaseuse.

## Régime alimentaire
Le scalaire est carnivore. Dans son milieu naturel, il fouille la vase où il trouve de petites larves qui constituent la base de son alimentation. Le scalaire est un chasseur, il gobera les insectes tombés dans l'eau, les alevins et autres petits poissons. En captivité, il se montre peu exigeant sur la qualité des aliments, mais une alimentation variée lui est nécessaire. Il accepte toute sorte de nourriture aquariophile, notamment les flocons ou les granulés, mais surtout la nourriture vivante ou congelée (artémias, vers de vase...) disponible dans les animaleries traditionnelles. Il faut éviter de leur donner du cœur de bœuf comme pour les Discus (ce qui intensifie leurs couleurs mais perturbe leur digestion). Lors de l'acquisition de spécimen sauvage, plus difficile et parfois extrêmement difficile à acclimater en aquarium, les scalaires apprécieront les petites proies vivantes telles que les nourritures fraiches classiques (vers rouges, artémias, krills) mais aussi celle comme les alevins d'autres espèces ou tout petit tétra. Un certain nombre d'alevins d'espèces dites « invasives » en aquarium (espèces pondant plus de 500 alevins par ponte..) sont parfois utilisés comme nourritures vivantes et stimulantes pour une meilleure acclimatation.

## Comportement
Le scalaire est un poisson territorial, qui vit, au minimum en groupe de cinq à six individus. Lorsque le poisson est adulte, des couples se forment spontanément. La fidélité à vie des Scalaires n'est pas toujours une réalité et il n'est pas rare de voir des couples « divorcer » ou pondre beaucoup trop régulièrement (épuisement de la femelle). Et souvent, un couple de Scalaires se retrouve dans de trop petits volumes (parfois moins de 100 litres,) ce qui entraîne parfois une mauvaise croissance ou des comportements aberrants.[réf. nécessaire]
Le Scalaire peut être associé avec bonheur avec d'autres espèces amazoniennes ayant des besoins similaires comme le cardinalis (Paracheirodon axelrodi) ou les nez rouge (Hemmigramus rhodostomus). Il est également très joueur avec ses congénères surtout quand ils sont jeunes et ils suivent la personne qui les nourrit.

## Reproduction

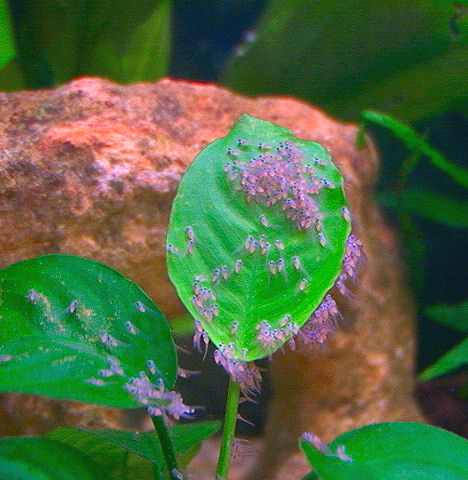
Alevins de Scalaires (ayant toujours leur sac vitellin) collés à leur support

Lors du frai, les géniteurs deviennent très agressifs et chassent tous les poissons qui passent à proximité des œufs. Le mâle possède deux gonopodes car il est fréquent que durant les bagarres les mâles arrachent les gonopodes . Le couple formé a tendance à se bagarrer avant la ponte, le mâle tentant de stimuler la femelle à pondre. Puis les partenaires nettoient un support (feuille, paroi du filtre, vitre). La femelle passe alors sur la feuille en y déposant ses œufs, le mâle la suivant de près pour les féconder. La ponte peut durer deux heures. De bons parents défendront et surveilleront les œufs (plusieurs pontes sont nécessaires pour qu'ils apprennent à s'en occuper). Les œufs non fécondés blanchissent, les parents les enlèvent. Au bout de quelques jours, les larves apparaissent toujours accrochées au support. Les parents les mâchouillent en douceur pour les libérer. Les larves, qui disposent d'une réserve vitelline, restent accrochés au support de ponte durant 5 à 7 jours (suivant la température) avant de commencer la nage libre et de chercher à se nourrir. Les parents, attentifs, récupèrent les alevins égarés pour les remettre dans le périmètre de ponte.

## Santé et prédateurs
Comme tous les poissons, les scalaires sont sensibles à la qualité de leur milieu. Une eau propre les fortifie tandis que la saleté et la pollution les fragilise. Dans des conditions optimales un scalaire peut vivre jusqu'à 15 ans. Ses grandes nageoires sont fragiles, et peuvent subir des nécroses, ou être arrachées par des prédateurs ou d'autres poissons du bac.

## Utilisation par l'homme

### Élevage et commercialisation
Les spécimens d'élevages et de sélections sont présents dans les aquariums du monde entier, en particulier en Asie de l'Est, en Europe et aux États-Unis. Le but étant d'offrir une plus grande variété de coloration et même de forme au grand public. Ainsi des spécimens albinos, voile (plus encore que la normal), multicolore et aux appellations des plus farfelus sont apparus et aujourd'hui disponible même dans les plus petites de nos animaleries.

### Maintenance en aquarium
Les conditions adéquates pour les scalaires sont une température de l'eau comprise entre 25 et 28 °C, une dureté comprise entre 5 et 10 °GH et un pH compris entre 6 et 7. Les scalaires sont très sensibles à la qualité de l'eau (une quantité trop importante de nitrites entraîne une détérioration des nageoires et, à terme, la mort des scalaires - ce qui est valable pour n'importe quel autre poisson). Vu leur taille, l'aquarium doit être spacieux. De plus, ils doivent vivre par groupe de 6 individus minimum pour assurer une bonne entente du groupe (cela permet de mieux répartir l’agressivité des dominants). Par conséquent, un bac d'au moins 150 cm de long, 40 cm de large et 60 cm de hauteur (soit 150*60*40 = 360 litres) constitue le minimum pour leur maintenance. Dans le cas contraire, si l'on maintient des scalaires dans un volume inadapté et trop petit pour eux, ils risqueront d'être atteint de nanification (maladie causé par l'homme uniquement)[réf. nécessaire]:
- leur corps cesse de croître mais leurs organes internes continuent leur croissance: ils se retrouvent donc compressés (risque d'hémorragies internes, de problème de vessie natatoire entre autres)
- une taille inférieure à la moyenne
- les poissons seront fragilisés et donc plus sujets aux maladies
- des malformations physiques sont observées dans les cas les plus sévères : nageoires abîmées, pliées, atrophiées, corps déformé, etc.
- des comportements aberrants : forte agressivité ou au contraire timidité maladive ; les sujets malades auront du mal à s'occuper de leur ponte ; poisson « morose », immobile ou au contraire hyperactivité...

Par conséquent, la durée de vie des poissons atteints de nanification est nettement réduite. La nanification est une maladie lente et douloureuse, c'est pourquoi il faut éviter à tout prix la maintenance de poissons (quels qu'ils soient) dans des volumes inadaptés à leurs besoins.
Les scalaires apprécient les grandes plantes, et de l'espace pour nager. Ils aiment la viande, et dévorent volontiers les petits poissons de moins de 4 cm tels que les Guppy ainsi que les petites crevettes. Ils acceptent tous types de nourriture du commerce (congelée, lyophilisée, vivante) avec une préférence pour la nourriture vivante. Une nourriture variée est préférable pour leur santé. Les poissons joueurs, tels que le Puntius tetrazona ont tendance à venir leur mordre les nageoires.

### Reproduction
Une fois les œufs déposés par les parents, les feuilles des plantes sur lesquelles ils ont été posés sont retirées et placées dans un aquarium plus petit (50 litres), mettre un bulleur à proximité pour reproduire la ventilation naturelle des parents, afin d'éviter la pourriture des œufs. Les alevins en âge de nager sont nourris avec des artemias plusieurs fois par jour, et un filtre puissant assure une qualité optimale de l'eau. Le filtre est équipé d'un grillage fin pour éviter d'aspirer les alevins.
| Origine         | Amérique du Sud                                       | Eau           | Eau douce                                             |
| Dureté de l'eau | 05-12 °GH                                             | pH            | 6,0-7,5                                               |
| Température     | Entre 26 et 27 °C                                     | Volume mini.  | 360 L pour 6 individus (strict minimum)               |
| Alimentation    | Omnivore, à très forte tendance carnivore             | Taille adulte | 20 cm de haut, 15 cm de large                         |
| Reproduction    | Ovipare                                               | Zone occupée  | pleine eau                                            |
| Sociabilité     | Grégaire et territorial, avec un caractère bien à lui | Difficulté    | "facile", si on lui offre de bonnes conditions de vie |